# Migdal-Éder
Migdal-Éder (Gènesi 35.21 τοῦ πύργου Γαδέρ, 'Torre d'Éder'; o πύργος ποιμνίου, 'Torre de la multitud'), fou un lloc proper a Betlem.
Sant Jeroni situa una torre a 1,5 km de Betlem.